# NGC 7074
NGC 7074 (również PGC 66854 lub PGC 66850) – zwarta galaktyka (C), znajdująca się w gwiazdozbiorze Pegaza. Odkrył ją Albert Marth 16 października 1863 roku.